# Faulkner County
Das Faulkner County ist ein County im US-Bundesstaat Arkansas. Der Verwaltungssitz (County Seat) ist Conway. Das County gehört zu den Dry Countys, was bedeutet, dass der Verkauf von Alkohol eingeschränkt oder verboten ist. Das Faulkner County ist Bestandteil der Metropolregion Little Rock.

## Geographie
Das County liegt nördlich des geografischen Zentrums von Arkansas und hat eine Fläche von 1720 Quadratkilometern, wovon 43 Quadratkilometer Wasserfläche sind. Es grenzt an folgende Countys:
| Van Buren County |                | Cleburne County |
| Conway County    |                | White County    |
| Perry County     | Pulaski County | Lonoke County   |

## Geschichte
Das Faulkner County wurde am 12. April 1873 aus Teilen des Conway County und des Pulaski County gebildet. Benannt wurde es nach Colonel Sanford C. Faulkner (1806–1874), einem Offizier, Fidelspieler und Erzähler von Kurzgeschichten.

## Demografische Daten

Alterspyramide des Faulkner County (2000)

Nach der Volkszählung im Jahr 2000 lebten im Faulkner County 86.014 Menschen. Davon wohnten 4.072 Personen in Sammelunterkünften, die anderen Einwohner lebten in 31.882 Haushalten und 22.444 Familien. Die Bevölkerungsdichte betrug 51 Einwohner pro Quadratkilometer. Ethnisch betrachtet setzte sich die Bevölkerung zusammen aus 88,33 Prozent Weißen, 8,48 Prozent Afroamerikanern, 0,52 Prozent amerikanischen Ureinwohnern, 0,72 Prozent Asiaten, 0,03 Prozent Bewohnern aus dem pazifischen Inselraum und 0,68 Prozent aus anderen ethnischen Gruppen; 1,23 Prozent stammen von zwei oder mehr Ethnien ab. Unabhängig von der ethnischen Zugehörigkeit waren 1,75 Prozent der Bevölkerung spanischer oder lateinamerikanischer Abstammung.
Von den 31.882 Haushalten hatten 35,7 Prozent Kinder oder Jugendliche im Alter unter 18 Jahre, die mit ihnen zusammen lebten. 56,7 Prozent waren verheiratete, zusammenlebende Paare, 10,2 Prozent waren allein erziehende Mütter, 29,6 Prozent waren keine Familien. 22,5 Prozent aller Haushalte waren Singlehaushalte und in 6,9 Prozent lebten Menschen im Alter von 65 Jahren oder darüber. Die Durchschnittshaushaltsgröße lag bei 2,57 und die durchschnittliche Familiengröße bei 3,04 Personen.
25,6 Prozent der Bevölkerung waren unter 18 Jahre alt, 15,3 Prozent zwischen 18 und 24, 30,1 Prozent zwischen 25 und 44, 19,5 Prozent zwischen 45 und 64 und 9,5 Prozent waren 65 Jahre oder älter. Das Durchschnittsalter betrug 31 Jahre. Auf 100 weibliche kamen statistisch 95,5 männliche Personen und auf 100 Frauen im Alter von 18 Jahren und darüber kamen durchschnittlich 92,3 Männer.
Das jährliche Durchschnittseinkommen eines Haushalts betrug 38.204 USD, das Durchschnittseinkommen der Familien 45.946 USD. Männer hatten ein Durchschnittseinkommen von 32.288 USD, Frauen 24.428 USD. Das Prokopfeinkommen betrug 17.988 USD. 7,9 Prozent der Familien und 12,5 Prozent der Einwohner lebten unterhalb der Armutsgrenze.

## Kultur und Sehenswürdigkeiten

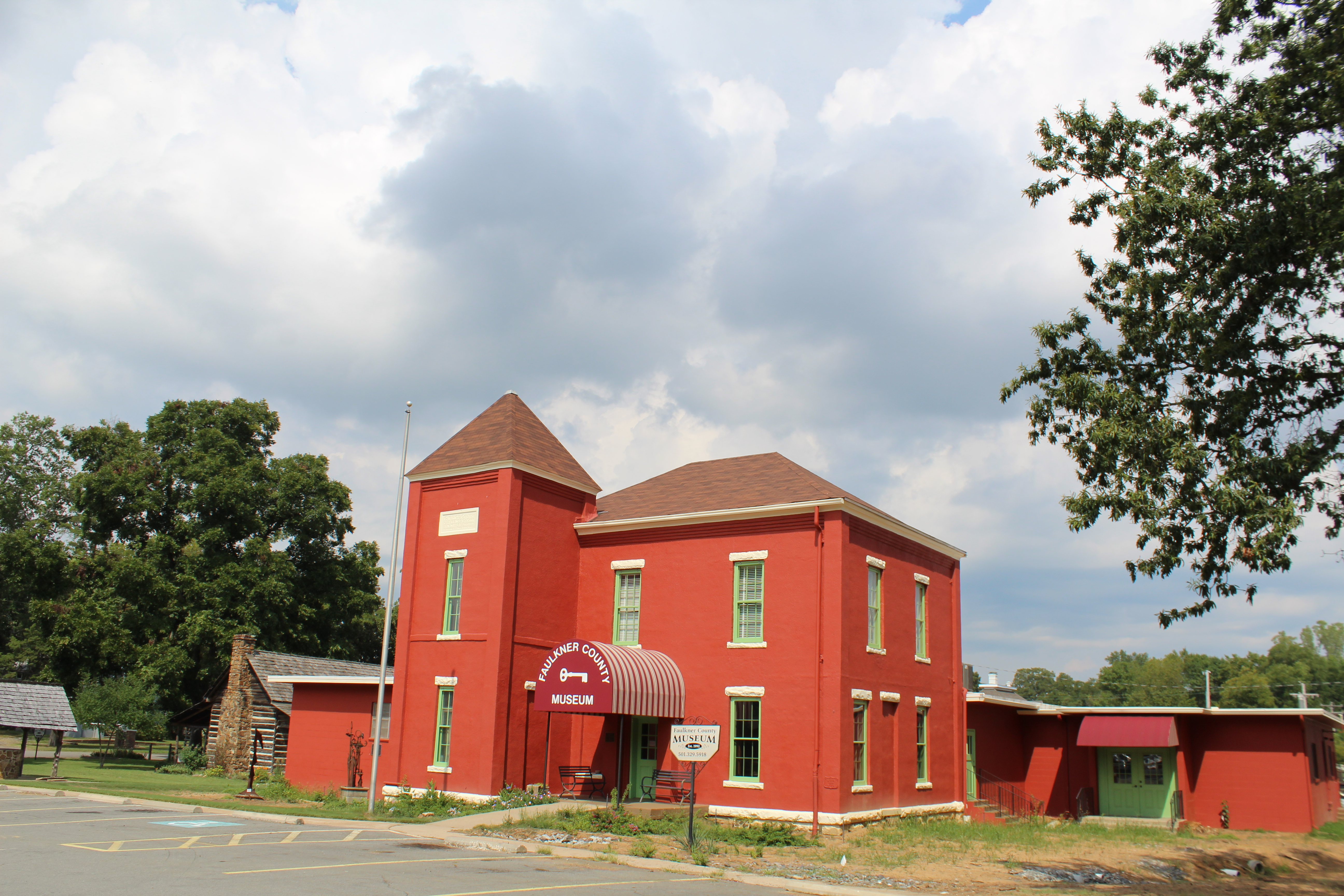
Faulkner County Jail (2018). Das 1895 erbaute Gefängnis des Countys ist heute ein Museum und seit Juli 1978 im National Register of Historic Places eingetragen.

64 Bauwerke, Stätten und historische Bezirke (Historic Districts) des Countys sind im National Register of Historic Places („Nationales Verzeichnis historischer Orte“; NRHP) eingetragen (Stand 23. Februar 2022), darunter das Gerichtsgebäude sowie das ehemalige Gefängnis des Countys sowie die Titan II ICBM Launch Complex 374-5 Site, ein früherer Stationierungsort für Titan-Interkontinentalraketen.

## Orte im Faulkner County
| Citys - Conway - Greenbrier - Holland | - Mayflower - Quitman1 | Towns - Damascus2 - Enola - Guy - Mount Vernon | - Twin Groves - Vilonia - Wooster |

Unincorporated Community
- Centerville

1 – teilweise im Cleburne County

2 – teilweise im Van Buren County

weitere Orte
- Barney
- Beryl
- Bono
- Brumley
- Caney
- Cato
- Enders
- Funston
- Garland Springs
- Gleason
- Gold Creek
- Gold Lake Estates
- Hamlet
- Linder
- Lollie
- Martinville
- McGintytown
- Mount Olive
- Naylor
- Otto
- Pleasant Valley
- Preston
- Republican
- Saltillo
- Springhill

Townships
- Benedict Township
- Benton Township
- Bristol Township
- Cadron Township
- California Township
- Clifton Township
- Cypress Township
- Danley Township
- Eagle Township
- East Fork Township
- Enola Township
- Hardin Township
- Harve Township
- Matthews Township
- Mount Vernon Township
- Mountain Township
- Newton Township
- Palarm Township
- Pine Mountain Township
- Union Township
- Walker Township
- Wilson Township